# Unbreakable (chanson de Janet Jackson)
 (mars 2018).
Unbreakable est une chanson de la chanteuse afro-américaine Janet Jackson. La chanson sort le 29 septembre 2015 en single et, quelques jours plus tard, le 2 octobre, sur l'album Unbreakable.
Elle mélange un style de musique qui se rapproche beaucoup des deux albums de Janet Jackson des années 1990, à savoir Janet. (1993) et The Velvet Rope (1997) : elle se rapproche du funk avec quelques légers sons RnB, soul et dance-pop.